# Lamadale
Lamadale is een bestuurslaag in het regentschap Lembata van de provincie Oost-Nusa Tenggara, Indonesië. Lamadale telt 347 inwoners (volkstelling 2010).